# 刘月生
刘月生（1917年—2008年），男，湖南茶陵人，中华人民共和国军事人物，中国人民解放军少将，第六、七届全国政协委员。